# США на зимних Олимпийских играх 1998
Соединённые Штаты Америки принимали участие в XVIII Зимних Олимпийских играх, проходивших в Нагано (Япония) с 7 по 22 февраля 1998 года, где представители США завоевали 13 медалей, из которых 6 золотых (в том числе победа женской сборной страны по хоккею с шайбой), 3 серебряных и 4 бронзовых. На Зимних Олимпийских Играх 1998 года в Нагано, сборную Соединённых Штатов Америки представляли 186 спортсменов (105 мужчин и 81 женщина), выступавших в 14 видах спорта.